# Heinz Janssen (Fußballspieler)
Heinz Janssen (* 12. April 1923; † 29. Oktober 2002), auch „Heini“ gerufen, war ein deutscher Fußballspieler, der für Borussia München-Gladbach und Fortuna Düsseldorf insgesamt 249 Punktspiele in der erstklassigen Oberliga West bestritt und 88 Tore erzielte.

## Karriere

### Preussen Krefeld
Janssens Stammverein war Preussen Krefeld, der nach dem Ende des Zweiten Weltkriegs von 1949 bis 1952 in der 2. Oberliga West auf der Hubert Houben-Kampfbahn seine Heimspiele austrug. Janssen erzielte in den drei Spielzeiten 35 Tore in 87 Punktspielen. Mit dem Abstieg seines Vereins in die Landesliga Niederrhein, Gruppe 2 verließ er den Verein und wechselte zu Borussia München-Gladbach.

### Borussia München-Gladbach
Als Borussia München-Gladbach in der Saison 1951/52 als Sieger aus der Gruppe II der 2. Oberliga West hervorgegangen und damit in die Oberliga West zurückgekehrt war, verstärkte sich das Team mit drei Preussen-Spielern: Heinz Janssen, Egmont Kablitz und Hermann Wiefels. Unter Spielertrainer Fritz Pliska avancierte Janssen 1952/53 zum besten Borussen-Spieler und trug mit seinen 12 Toren in 30 Ligaeinsätzen wesentlich dazu bei, dass die Borussia den Klassenerhalt knapp mit dem 14. Platz halten konnte. In seiner zweiten Saison in M. Gladbach, 1953/54, verbesserte sich zwar die Trefferanzahl des Teams vom Bökelbergstadion durch die zwei Neuzugänge Ewald Nienhaus und Heinz Reh von 31 auf 56 Tore, da Janssen und die zwei neuen Angreifer jeweils 14 Tore erzielten, aber mehr als der 12. Platz kam durch die 73 Gegentreffer unter dem neuen Trainer Fritz Silken jedoch nicht dabei heraus. In seinem dritten Gladbacher Jahr, 1954/55, ging es sogar wieder in der Tabelle zurück, Janssen hatte in 29 Ligaspielen sechs Tore beigesteuert. Der Meidericher SV verlor am letzten Spieltag mit 0:2 beim SV Sodingen und BMG mit dem gleichen Resultat bei Schwarz-Weiß Essen. Borussia rettete sich damit dank der besseren Tordifferenz auf dem 14. Tabellenplatz ins Ziel, punktgleich mit dem MSV, der gemeinsam mit dem VfL Bochum in die 2. Liga West absteigen musste. Im vierten Gladbacher Jahr, 1955/56, gab das junge Offensivtalent Albert Brülls an der Seite von Janssen seinen Einstand in der Oberliga West. Am Saisonende erreicht die Borussia den elften Platz; Janssen trug in 29 Punktspielen mit elf Toren dazu bei. Zur Saison 1956/57 unterschrieb er bereits 33-jährig einen Vertrag mit Fortuna Düsseldorf und wechselte in die nordrhein-westfälische Landeshauptstadt.

### Fortuna Düsseldorf
Neben Janssen kamen mit Herbert Bayer, Gerd Harpers und Hans Neuschäfer auch noch drei weitere anerkannte Oberligaakteure an den Flinger Broich. Mit Trainer Kuno Klötzer und den Mannschaftsspielern Jupp Derwall, Erich Juskowiak und Matthias Mauritz platzierte sich die Fortuna in der Saison 1956/57 auf den sechsten Rang im Westen und Janssen hatte alle 30 Ligaspiele bestritten und sieben Tore erzielt. Am Saisonende glückte der Fortuna am 19. Juni 1957 in Duisburg gegen den Wuppertaler SV durch den 2:1-Erfolg, Siegtreffer durch Janssen in der 87. Minute, der Pokalerfolg im Westen. Das Halbfinale des DFB-Pokal-Wettbewerbs fand erst in der Hinrunde 1957/58 am 24. November 1957 in Hannover gegen den Hamburger SV statt. Beim 1:0-Erfolg der Fortuna erzielte Janssen bereits in der zweiten Minute den Siegtreffer. In dem am 29. Dezember 1957 im Augsburger Rosenaustadion gegen den FC Bayern München ausgetragenen Finale setzten sich die Münchener, mit der Achse Árpád Fazekas – Ludwig Landerer – Gerhard Siedl – Kurt Sommerlatt, mit dem in der 77. Minute durch Rudolf Jobst erzielten und einzigem Tor der Begegnung durch und gewannen ihren ersten nationalen Vereinspokal.
In der Saison 1957/58 erreichte Düsseldorf unter dem neuen Trainer Hermann Lindemann den achten Platz in der Oberliga West, rettete die Runde aber erneut mit starken Auftritten im Pokal. Den Titel im Westen verteidigte Fortuna am 27. Juni 1958 in Wuppertal mit dem 4:1-Sieg über den 1. FC Köln, Janssen war dabei als Mittelstürmer aufgelaufen. Im Halbfinale im DFB-Pokal-Wettbewerb, Düsseldorf setzte sich am 26. Oktober 1958 mit 2:1 Toren gegen den SC Tasmania 1900 Berlin durch, war Janssen wiederum als Mittelstürmer im Einsatz gewesen. Das Endspiel am 16. November in Kassel, verlor die Fortuna nach dramatischem Verlauf mit 3:4 nach Verlängerung gegen den VfB Stuttgart. Janssen hatte seine Mannschaft in der 52. Minute zwischenzeitlich mit 2:1 in Führung gebracht.
Der 35-jährige Janssen erlebte mit der Fortuna in der Saison 1958/59 seine beste Saison in der Oberliga West. Noch nach dem 25. Spieltag, zum 4:2-Sieg im Heimspiel gegen den SV Sodingen hatte Janssen zwei Tore beigesteuert, lag er mit seinen Mitspielern mit 33:17 Punkten auf dem zweiten Platz, drei beziehungsweise vier Punkte vor den Verfolgern Borussia Dortmund und 1. FC Köln. Vor 56.000 Zuschauern ging die Begegnung am 28. Rundenspieltag gegen den 1. FC Köln am 5. April 1959 jedoch mit 3:4 verloren und damit hatten die „Geißböcke“ nach Punkten gleichgezogen. Da Köln wie auch Düsseldorf die letzten zwei Spiele jeweils gewannen, zog das Team um Hans Schäfer infolge der besseren Tordifferenz in die Endrunde um die Deutsche Meisterschaft ein. Mit 89 Toren hatte die Fortuna die meisten Tore im Westen erzielt; der Angriff mit Bernhard Steffen, Franz-Josef Wolfframm, Janssen, Jupp Derwall und Dieter Wöske war in der Offensive bärenstark, eventuell in der Rückwärtsbewegung etwas zu pomadig, so dass es zu den 56 Gegentreffern kam, deutlich mehr als Meister Westfalia Herne (23) und Vizemeister Köln (35).
In seinem vierten Jahr in Düsseldorf, 1959/60, stieg die Fortuna sensationell in die 2. Liga West ab, woraus sie aber mit Trainer Fritz Pliska und dem 16-fachen Torschützen Janssen umgehend wieder in die Oberliga zurückkehrte. In den letzten zwei Jahren der erstklassigen Oberliga-Ära, 1961/62 und 1962/63, begann der kontinuierliche Rückzug von Janssen aus dem Oberligafußball. Seine letzten zwei Ligaeinsätze bestritt er unter dem nunmehr als Trainer arbeitenden Jupp Derwall im November 1962 gegen Viktoria Köln (3:7) und 10. April 1963 – zwei Tage vor seinem 40. Geburtstag – bei der 0:2-Niederlage im Auswärtsspiel gegen Schwarz-Weiß Essen. Das Gesicht der Fortuna hatte sich gründlich geändert. Mitspieler waren im Schlussjahr der Oberliga unter anderem Hans-Josef Hellingrath, Manfred Krafft, Peter Meyer und Hermann Straschitz. Im Sommer 1963 beendete der 40-Jährige seine Oberligakarriere nach 134 Einsätzen und 45 Toren für Fortuna Düsseldorf und kehrte wieder nach Krefeld zurück wo er als Bankangestellter beruflich tätig war.

## Erfolge
- DFB-Pokal-Finalist 1957, 1958